# Судилков
Судилков — село в Шепетовском районе Хмельницкой области. Центр сельского совета. Вплотную примыкает к районному центру — городу Шепетовка. Население — 4973 человека. По территории села протекает река Гуска.

## Известные люди
- Литвинов, Иван Никитович (1937—2019) — советский и российский военачальник, подводник. Адмирал, лауреат Государственной премии РФ.

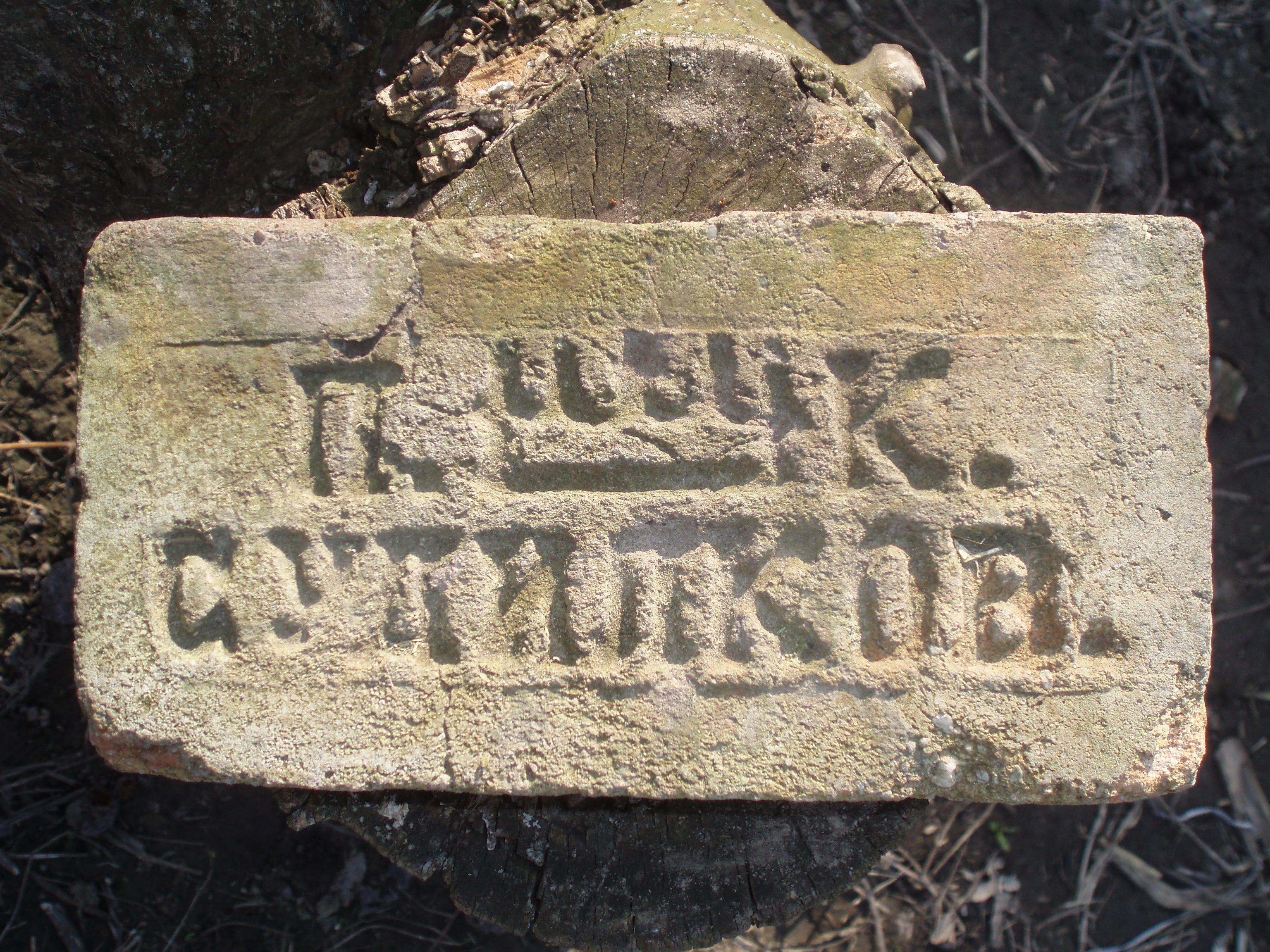
Кирпич с надписью Судилков